# Gnetum chinense
Gnetum chinense — вид гнетоподібних з родини гнетових (Gnetaceae). Місцем проживання цього виду є Китай (Юньнань, Гуйчжоу).